# نلسون، شهرستان پیما، آریزونا
نلسون، شهرستان پیما (به انگلیسی: Nelson) یک منطقهٔ مسکونی در ایالات متحده آمریکا است که در شهرستان پیما، آریزونا واقع شده‌است. نلسون، شهرستان پیما ۱٫۲۳ کیلومتر مربع مساحت و ۱۳٬۶۹۴ نفر جمعیت دارد و ۶۰۲ متر بالاتر از سطح دریا واقع شده‌است.